# De geheimen van Barslet
De geheimen van Barslet is een Nederlandse televisieserie uit 2012.
De serie is een coproductie van Waterland Film, NTR en de NCRV, en werd geregisseerd door Boris Paval Conen. De zeven afleveringen gaan over de vreemde gebeurtenissen in het fictieve plattelandsdorp Barslet. In elk deel zijn dezelfde gebeurtenissen te zien maar telkens vanuit het gezichtspunt een ander personage, waardoor er min of meer zeven waarheden zijn.
Het scenario werd in 2005 geschreven door Anjet Daanje. De opnames vonden plaats van mei tot november 2010. Daarna nam de montage een halfjaar in beslag. Op 6 oktober 2012 was de eerste aflevering van het eerste seizoen te zien bij de NCRV.
De meeste opnames zijn gemaakt in het Friese dorp Oosterlittens, dat daarmee decor stond voor Barslet. Daarnaast werden opnames gemaakt in onder andere Abcoude, Heiloo, Katwoude, Purmer, Ureterp en Sint Nicolaasga.

## Rolverdeling
- Mohammed Azaay – Jahwar Barzani
- Dragan Bakema – Bjorn Moonen
- Peter Bolhuis – dominee
- Sanneke Bos – Roelie Dekker
- Kaltoum Boufangacha – Bahira Barzani
- Romijn Conen – Pascal Haberkorn
- Chris Dekkers – Wies Haberkorn
- Juda Goslinga – Bert van der Ploeg
- Sallie Harmsen – Manon de Vries
- Jaap ten Holt – Hein de Vries
- Martijn Lakemeier – Guido Haberkorn
- Richelle Plantinga – Tessa Haberkorn
- Teun Luijkx – Kasper de Vries
- Ezra Mol – Femke Haberkorn
- Jim van der Panne – Tijmen Bouwman
- Loek Peters – Sibe Dekker
- Barbara Pouwels – Brigitte Haberkorn
- Margôt Ros – Hennie Bouwman
- Robert Ruigrok van der Werve – Abel Bouwman
- Connor Smith – Mischa de Vries
- Raymond Thiry – Douwe Bouwman
- Huug van Tienhoven – kastelein
- Chiara Tissen – Nel de Vries
- Soesja Toehpah – Nashwa Barzani
- Jaffer Al Masuhur & Nadim Al Masuhur – Nasser Barzani
- Dan van Steen – Kramers
- Jorik Prins – Lucas Kramers
- Sander Commandeur – Harold Mulder
- Roos Drenth – Alie Mulder
- Jessica Zeylmaker – Geesje van der Ploeg
- Vincent van den Akker – Joost
- Caro de Jonge – Julia de Ruiter